# 1905 în știință

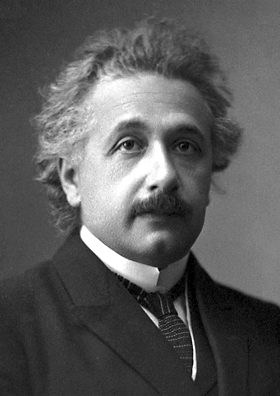
Annus mirabilis a lui Albert Einstein.

Anul 1905 în știință și tehnologie a implicat câteva evenimente semnificative, enumerate mai jos.

## Astronomie
- 2 ianuarie - Charles Dillon Perrine descoperă Elara, unul dintre sateliții naturali ai lui Jupiter.
- Nova V604 Aquilae a explodat în constelația Vulturul.

## Fizică
- Annus mirabilis a lui Albert Einstein. El formulează teoria relativității restrânse și precizează legea conservării masă-energie E = mc². De asemenea, explică efectul fotoelectric prin cuantizare și analizează matematic mișcarea  browniană. Din acest motiv, anul 1905 se spune ca este anul miraculos al fizicii, iar aniversarea a 100 de ani (2005) a fost declarată Anul Mondial al Fizicii.

## Paleontologie
- Expediția Saurian condusă de John C. Merriam recuperează multe specimene de ichthyosaur.
- Tyrannosaurus rex este descris și numit de Henry Fairfield Osborn.

## Premii
- Premiul Nobel

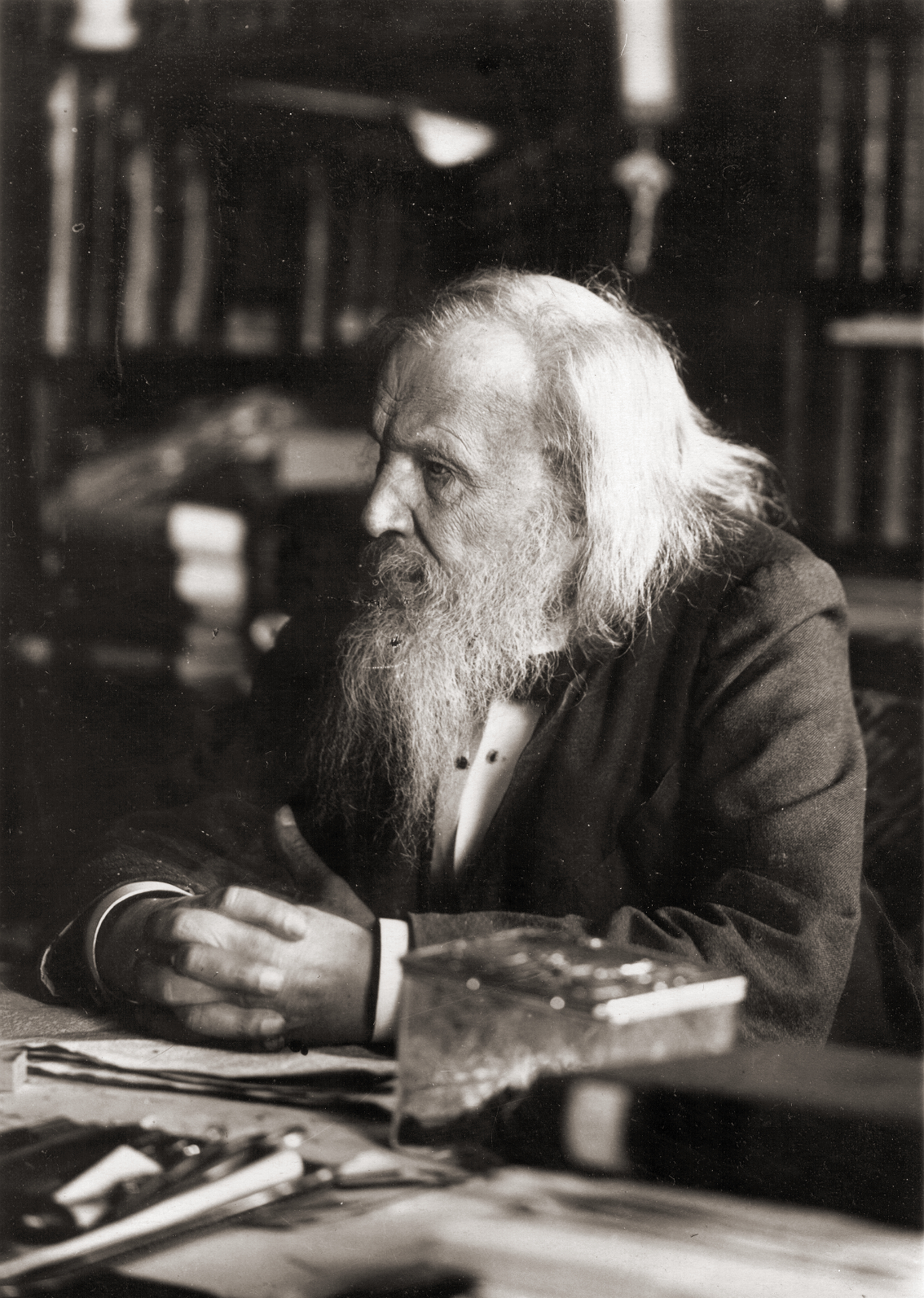
Dimitri Mendeleev

  - Fizică: Philipp Lenard (raze catodice).
  - Chimie: Johann Friedrich Wilhelm Adolf von Baeyer
  - Fiziologie sau Medicină: Robert Koch (Germania) (tuberculoză).

- Premiile Royal Society
  - Medalia Copley: Dimitri Mendeleev
  - Medalia Davy: Albert Ladenburg
  - Medalia regală: Charles Scott Sherrington, John Henry Poynting
  - Medalia Hughes: Augusto Righi

- Premiile Societății Geologice din Londra
  - Medalia Lyell: Hans Reusch
  - Medalia Murchison: Edward John Dunn
  - Medalia Wollaston:  Jethro Justinian Harris Teall

- Premiul Jules-Janssen (astronomie) : Josep Comas Solà
- Medalia  Linnéenne : Eduard Adolf Strasburger

## Nașteri

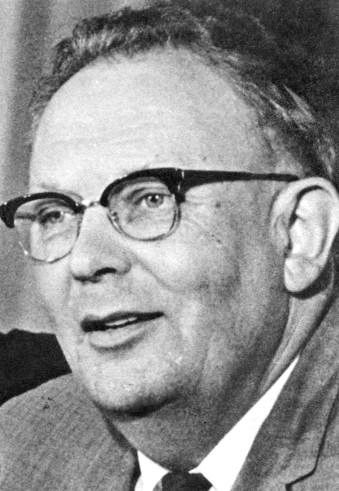
Gerard Kuiper, astronom olandezo-american

- 12 februarie – Theodor Burghele, medic român, președinte al Academiei Române (d. 1977)
- 18 martie – Thomas Townsend Brown, inventator american (d. 1985)
- 27 martie – Aurel Bărglăzan, inginer român, membru al Academiei Române (d. 1960)
- 18 aprilie – George H. Hitchings, chimist american, laureat Nobel (d. 1998)
- 11 mai – Vasile Jitariu, biolog român (d. 1989)
- 16 august – Marian Rejewski, matematician, criptograf polonez (d. 1980)
- 27 august – Ion S. Antoniu, inginer român, membru corespondent al Academiei Române (d. 1987)
- 3 septembrie – Carl David Anderson, fizician american, laureat Nobel (d. 1991)
- 17 septembrie – Hans Freudenthal, matematician olandez (d. 1990)
- 30 septembrie – Nevill Francis Mott, fizician britanic, laureat Nobel (d. 1996)
- 23 octombrie – Felix Bloch, fizician elvețian, laureat Nobel (d. 1983)
- 10 noiembrie – Louis Harold Gray fizician britanic (d. 1965)
- 18 noiembrie – Grigore Alexandru Benetato, medic român, membru al Academiei Române (d. 1972)
- 7 decembrie – Gerard Kuiper, astronom olandezo-american (d. 1973)

## Decese
- 14 ianuarie – Ernst Abbe, fizician german (n. 1840)
- 19 ianuarie – Iacob Dimitrie Felix, medic român de origine austriacă (n. 1832)
- 24 martie – Jules Verne, autor francez de science-fiction (n. 1828)
- 4 august – Walther Flemming, biolog german și fondatorul citogeneticii (n. 1843)